# Еквок (Аљаска)
Еквок (енгл. Ekwok) град је у америчкој савезној држави Аљаска.

## Демографија
По попису из 2010. године број становника је 115, што је 15 (-11,5%) становника мање него 2000. године.
| Група             | 2000.    | 2010.    |
| Белци             | 8 (6,2%) | 6 (5,2%) |
| Афроамериканци    | 0 (0,0%) | 0 (0,0%) |
| Азијати           | 0 (0,0%) | 0 (0,0%) |
| Хиспаноамериканци | 0 (0,0%) | 3 (2,6%) |
| Укупно            | 130      | 115      |